# Ausdruckstanz
Als Ausdruckstanz bezeichnet man eine Form des künstlerischen Tanzes, bei der das individuelle und künstlerische Darstellen (und zum Teil auch Verarbeiten) von Gefühlen wesentlicher Bestandteil ist. Er entstand als Gegenbewegung zum klassischen Ballett zu Beginn des 20. Jahrhunderts.
Andere Bezeichnungen sind Contemporary (Kurzform von Contemporary dance), moderner Tanz und (vor allem im geschichtlichen Kontext) freier Tanz, expressionistischer Tanz oder neuer künstlerischer Tanz, im anglo-amerikanischen Ausland German dance.
Der moderne Tanz mit den Stilformen und Vermittlungsformen der Rhythmus- sowie Ausdruckstanzbewegung wurde 2014 in das deutsche Verzeichnis des immateriellen Kulturerbes im Sinne des Übereinkommens zur Erhaltung des Immateriellen Kulturerbes der UNESCO aufgenommen.

## Begriffsklärung
Die Bezeichnung „Ausdruckstanz“ ist ein vor allem heute und rückwirkend für einen bestimmten Stil einer bestimmten Epoche benutzter Begriff. Die Protagonisten dieser Richtung des künstlerischen Tanzes und die namhaftesten Publizisten der damaligen neuen Tanzkunst wie Hans Brandenburg oder Fritz Böhme verwendeten ihn selber nicht. Nach Brandenburg waren Anlehnungen an aktuelle kunstgeschichtliche Stilbegriffe wie „impressionistischer“ und „expressionistischer Tanz“ zur Unterscheidung von Ballett und modernem künstlerischem Tanz „unbrauchbare Schlagworte“. Wahrscheinlich ist die Bezeichnung „Ausdruckstanz“ in Anlehnung an Rudolf Bodes Buch Ausdrucksgymnastik (1922) entstanden. Bode berief sich auf Ludwig Klages, dessen Werk Ausdrucksbewegung und Gestaltungskraft. Grundlegung der Wissenschaft vom Ausdruck 1921 in einer erweiterten Auflage erschienen war. Ausdrucksgymnastik lehrte, ohne diesen Begriff zu verwenden, bereits Genevieve Stebbins seit 1885 in den USA auf der Basis des System of expression des Franzosen François Delsarte. Der Einfluss der Lehren von Delsarte auf prominente Tänzer wie beispielsweise Isadora Duncan, Rudolf von Laban oder Ted Shawn ist von ihnen in ihren eigenen Publikationen beschrieben worden.
Bis einschließlich 1929 wurde auch lexikalisch vom „modernen Kunsttanz“ gesprochen, ohne die Bezeichnung „Ausdruckstanz“ zu erwähnen. 1930 bis 1933 fand sie Eingang in verschiedene Nachschlagewerke (Junk: Handbuch des Tanzes; Der Große Herder; Beckmanns Sport Lexikon), ohne wenig mehr als den Gegensatz der neuen Tanzkunst zum klassischen Ballett zu erwähnen, der im Übrigen bereits im 18. Jahrhundert nachweisbar sei, etwa bei Marie Sallé. Das Problematische, Unscharfe des Begriffs führte beispielsweise dazu, dass die Bezeichnung „Ausdruckstanz“ 1935 offiziell als ein Aspekt des Klassischen Balletts definiert wurde, in dessen erklärter Opposition der moderne Tanz ja eigentlich entstanden war. Als Beispiel für Ausdruckstanz wurde dabei Der sterbende Schwan genannt. (der moderne Tanz wurde hier stattdessen in Abgrenzung von der „klassischen Tanzform“ als „Die deutsche Tanzform“ bezeichnet.)
Die Tanzwissenschaft datiert den Beginn des Ausdruckstanzes – nach einer Vorläufergeneration mit Loïe Fuller und Isadora Duncan – durch das Auftreten von Clotilde von Derp einerseits und Rudolf von Laban und Mary Wigman andererseits auf den Zeitraum von 1910 bis 1913. Im künstlerischen Wirken letzterer und ihrer Schüler sowie etlicher anders ausgebildeter moderner Tänzerinnen und Tänzer der Zeit und deren Schüler wird aus heutiger Sicht der eigentliche Ausdruckstanz gesehen. Darüber hinaus wird von einer „Ausdruckstanzbewegung“ gesprochen, ein Sammelbegriff, der außer diesem eigentlichen Ausdruckstanz „auch die umfassende Laientanz- und Gymnastikbewegung, die zum Teil mit Laban (weniger mit Wigman) in enger Verbindung stand“ einbezieht. Es sind jedoch nicht prinzipiell alle Personen und Werke der modernen Tanzkunst in Deutschland zum Ausdruckstanz gehörend. Insbesondere diejenigen, die zu dieser Zeit noch moderner als der Ausdruckstanz waren, wie dessen Antipodin Valeska Gert oder das Triadische Ballett, sind nicht dem Ausdruckstanz zuzurechnen.
Während der eigentliche, vor allem rückblickend als Ausdruckstanz bezeichnete Stil seinen Höhepunkt um 1930 bereits überschritten hatte und sich seine Spuren in den 1950er Jahren bei den Epigonen verlieren, hat der Begriff eine Fortsetzung der Anwendung in der Tanzpädagogik und der Tanztherapie gefunden, namentlich seit der Übersetzung von Labans Buch Modern educational dance (1950) als Der moderne Ausdruckstanz in der Erziehung (1981).

## Geschichte

### Anfänge
Am Anfang wurde nach Wegen gesucht, aus den erstarrten festgeschriebenen Formen wieder zur natürlichen Bewegung des Körpers zu finden. Eine Vielzahl dieser Bestrebungen wurde am Ende des 19. Jahrhunderts unter der Etikette Delsarte-System gelehrt.
Die erste berühmte Vertreterin war Isadora Duncan. Sie wollte Körper, Seele und Geist in ihrer Kunst miteinander verbinden und holte sich ihre Anregungen aus den Abbildungen auf griechischen Vasen und dem, was sie in den Werken griechischer Dramatiker und Philosophen an Beschreibungen des alten griechischen Tanzes fand. Außerdem war sie die erste Tänzerin, die auch über ihre Kunst schrieb und eine Tanztheorie entwickelte.
In Deutschland war Clotilde von Derp ab 1910 in München die erste Repräsentantin des „modernen Tanzes“. Emil Jaques-Dalcroze gründete seine Schule für Rhythmische Gymnastik in Hellerau bei Dresden. Und viele andere freie Gymnastikstile und -schulen entstanden.
Ein Zentrum für diese Zurück-zur-Natur-Bewegung war die Künstlerkolonie Monte Verità in der Gemeinde Ascona in der Schweiz. Dort lehrte und arbeitete Rudolf von Laban. Er unternahm den Versuch, die Bewegungslehre des Ausdruckstanzes theoretisch zu festigen und eine Tanzschrift dafür zu entwickeln. Da er später in England lebte und wirkte, ist sein Einfluss im kreativen Tanz dort am stärksten, vor allem im pädagogischen Bereich in der Arbeit mit Kindern.

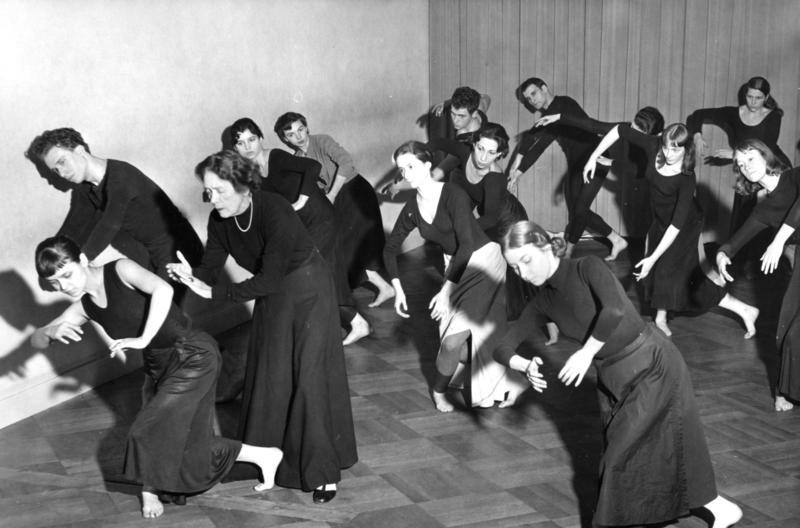
Mary Wigman (3. von links) in ihrem Studio, 1959

Mit dem gesellschaftlichen Umbruch durch den Ersten Weltkrieg fand dann in allen Künsten ein Ausbruch aus vorgegebenen, veralteten, dem neuen Lebensgefühl nicht mehr entsprechenden Formen statt. Der intensive, dramatische, in Farben, Tönen, Worten und Bewegungen explodierende Ausdruck des persönlichen Erlebens stand im Mittelpunkt und wurde zum Expressionismus. Bizarres, Schräges, die Form Zerstörendes gehörte dazu, auch die Verwendung von Masken. Und als Begleitmusik zum Ausdruckstanz wurden neben bekannter Musik Trommeln, Xylophone und alle Arten von Rhythmusinstrumenten verwandt. Es gab sogar Tänze ohne Musik. Individuelle Gestaltung, Improvisation, Einzeltanz standen im Vordergrund.
So wurde der Ausdruckstanz vor allem durch einzelne Persönlichkeiten bekannt; am nachhaltigsten durch Mary Wigman, ihre Schüler Harald Kreutzberg und Gret Palucca sowie Dore Hoyer.
Auch die Frauenbewegung spielte bei dieser Entwicklung eine Rolle.

### Weimarer Republik
Dresden wurde in den 1920er- und 1930er-Jahren zum „Mekka“ dieser neuen Tanzkunst. Mary Wigman gründete dort ihre Tanzschule 1920, Gret Palucca 1924. Tänzerinnen und Tänzer aus aller Welt kamen, um bei ihnen zu lernen. Der Japaner Ōno Kazuo sah Wigman, Kreutzberg und Hoyer tanzen und wurde dadurch (und durch andere Einflüsse) inspiriert, den Butoh zu entwickeln. Wigmans Assistentin Hanya Holm ging 1931 nach Amerika, um dort ihre Soloabende zu geben und eine Wigman-Schule zu gründen. Die Amerikanerin Martha Graham wurde zur bedeutendsten Tänzerin, Lehrerin und Choreografin der neuen Kunstform unter dem Namen Modern Dance in den USA. Sie gründete ebenfalls eine Schule und gab dem Modern dance ein dem klassischen Ballett-Kodex vergleichbares Vokabular. 1957 kam Martha Graham nach Deutschland und trat in der Akademie der Künste in Berlin (West) im Rahmen der Berliner Festwochen auf. (Es gibt ein Bild, auf dem Mary Wigman und Dore Hoyer mit Martha Graham nach ihrem Auftritt auf der Bühne stehen: Die drei bedeutendsten Tänzerinnen des modernen Tanzes.)
Die Mary Wigman Schülerin Else Lang gründete in Köln die Else Lang Schule für Ausdruckstanz.
Weitere Pioniere des Ausdruckstanzes waren in Hamburg Gertrud und Ursula Falke, der Arbeitertänzer Jean Weidt, die Maskentänzer Lavinia Schulz und Walter Holdt. In Schweden arbeiteten Birgit Cullberg, die als Begründerin des gleichnamigen Ballettensembles, weltweit bekannt ist, und Birgit Åkesson.
Kurt Jooss, der Ballett und Ausdruckstanz miteinander verband, und Mary Wigman choreografierten wegweisendes Tanztheater, z. B. Jooss 1932 Der grüne Tisch, eine Art Totentanz; Wigman 1930 ihr Anti-Kriegs-Tableau Totenmal.
Die Falke-Schwestern arbeiteten ebenfalls mit Gruppen, besonders eindrucksvoll waren ihre Choreografien für Labans Bewegungschöre. Seine Schülerin Lola Rogge führte diese Arbeit weiter, übernahm 1934 in Hamburg die Labanschule, die bis ins 21. Jahrhundert unter ihrem Namen dort existiert.

### Nationalsozialismus
Die Zeit des Nationalsozialismus unterbrach wie in vielen anderen Künsten auch für den Ausdruckstanz die lebendige Weiterentwicklung in Deutschland. Viele hörten auf zu tanzen, nahmen sich das Leben oder gingen aus Deutschland fort. Einige arrangierten sich auf unterschiedliche Weise mit dem Regime. Als „Schönheitstanz“ wurden in weiten Kreisen Nackttanz und Erotik bis in die Kriegsjahre geboten. Mary Wigman durfte ihre Schule behalten und eröffnete 1936 mit einer Choreografie die Olympischen Spiele in Berlin.

### Nachkriegszeit
Nach dem Zweiten Weltkrieg war die Hoch-Zeit des reinen Ausdruckstanzes in Deutschland vorüber, unter anderem wohl wegen seiner Verstrickung in den Nationalsozialismus. Es gab noch die Wigman-Schule. Sie selbst tanzte nicht mehr, choreographierte aber beispielsweise 1957 Le sacre du printemps (Das Frühlingsopfer) von Strawinsky. Dore Hoyer gab bis zu ihrem Tod 1967 ihre eindrucksvollen Soloabende. Neben ihr und beeinflusst von ihr beeindruckte Manja Chmièl mit einer abstrahierenden Körpersprache. Sie war Schülerin und Assistentin von Mary Wigman in Berlin. Jean Weidt kehrte aus dem französischen Exil zurück und schuf in den frühen Jahren der DDR eine neue Form des Ausdruckstanzes, der aber wegen zu offensichtlicher Staatsnähe keine hohe Anerkennung fand. Jean Weidt wurde vom Opernregisseur Walter Felsenstein an die Komische Oper Berlin berufen und half ab 1966 beim Aufbau von Europas modernsten und erfolgreichen Tanztheater unter der Leitung von Tom Schilling mit.
Der Einfluss des Modernen Tanzes war jedoch so stark, dass nun viele Choreografen Elemente von Ausdruckstanz und Ballett zum Tanzdrama, einer Theatertanzform, die beides enthält, verbanden. Das Ende des Gegensatzes zwischen Modern dance und klassischem Ballett war in den USA die Uraufführung der von Balanchine und Martha Graham gemeinsam choreografierten Épisodes (1959). Ehemalige Graham-Schüler, vor allem Merce Cunningham gaben dem Ballett neue Impulse. Sie entwickelten experimentelle Ballett-Stile, die die Erfahrung zweier Weltkriege und der zunehmenden Umweltzerstörung durch den Menschen einschließen.

### Heute

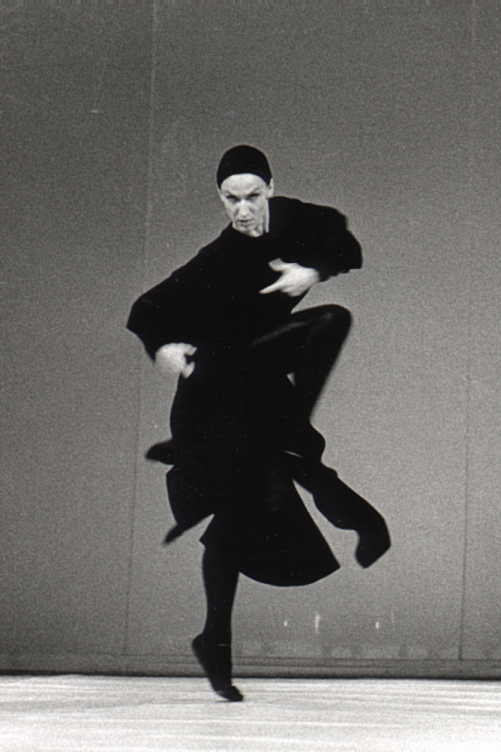
Arila Siegert in „Afectos humanos“ von Dore Hoyer

Ende des 20. Jahrhunderts und Anfang des 21. Jahrhunderts gibt es die verschiedensten Tanzgruppen, deren Choreografien vom Ausdruckstanz beeinflusst wurden. So gut wie jede Tanzausbildung beinhaltet inzwischen auch das Fach Moderner Tanz. Junge Tänzerinnen nehmen die Kunst des solistischen Ausdruckstanzes wieder auf. Sie erarbeiteten sich zum Beispiel die Tänze Dore Hoyers von den menschlichen Leidenschaften (Afectos humanos). Viele Solotänzer sind heute auch Choreografen (zum Beispiel Susanne Linke, Reinhild Hoffmann, Ismael Ivo und Arila Siegert).
Zu den in Deutschland arbeitenden bekannten Choreografen gehören unter anderem William Forsythe, Sergej Gleithmann, Daniela Kurz, Raimund Hoghe, Constanza Macras, Felix Ruckert, Arila Siegert und Sasha Waltz.

### Tanzgeschichte (Auswahl)
- Hermann und Marianne Aubel: Der Künstlerische Tanz unserer Zeit. Die Blauen Bücher. K. R. Langewiesche, Leipzig 1928, 1935; Neudruck der Erstausgabe nebst Materialien zur Editionsgeschichte. Einführender Essay von Frank-Manuel Peter. Hrsg. von der Albertina Wien. Langewiesche, Königstein i. Ts. 2002. ISBN 3-7845-3450-3.
- Walter Sorell: Knaurs Buch vom Tanz. Der Tanz durch die Jahrhunderte. Droemer Knaur, Zürich 1969.
- Rudolf Maack: Tanz in Hamburg. Von Mary Wigman bis John Neumeier. Christians, Hamburg 1975. ISBN 3-7672-0356-1.
- Hedwig Müller: Die Begründung des Ausdruckstanzes durch Mary Wigman. Köln, Phil. Diss. 1986.
- Nils Jockel, Patricia Stöckemann: „Flugkraft in goldene Ferne …“, Bühnentanz in Hamburg seit 1900. Museum für Kunst und Gewerbe, Hamburg 1989.
- Gunhild Oberzaucher-Schüller, Alfred Oberzaucher, Thomas Steiert: Ausdruckstanz: eine mitteleuropäische Bewegung der ersten Hälfte des 20. Jahrhunderts. Florian Noetzel, Wilhelmshaven 1992.
- Silke Garms: Tanzfrauen in der Avantgarde. Lebenspolitik und choreographische Entwicklung in acht Porträts. Rosenholz, Kiel / Berlin 1998, ISBN 3-931665-11-9.
- Claudia Fleischle-Braun: Der moderne Tanz. Geschichte und Vermittlungskonzepte. Afra, Butzbach-Griedel 2000, 2001, ISBN 3-932079-31-0.
- Frank-Manuel Peter: Was versteht man unter Ausdruckstanz?, in: Ders.: Zwischen Ausdruckstanz und Postmodern Dance. Dore Hoyers Beitrag zur Weiterentwicklung des modernen Tanzes in den 1930er Jahren. Dissertation. Freie Universität Berlin, 2004, S. 35–62.
- Amelie Soyka (Hrsg.): Tanzen und tanzen und nichts als tanzen. Tänzerinnen der Moderne von Josephine Baker bis Mary Wigman. Aviva, Berlin 2004. ISBN 3-932338-22-7.
- Rosita Boisseau: Panoram de la Danse Contemporaine. 90 Chorégraphes. Les Édition Textuel, Paris 2006, ISBN 2-84597-188-5.
- Alexandra Kolb: Performing Femininity. Dance and Literature in German Modernism. Peter Lang, Oxford 2009, ISBN 978-3-03911-351-4.
- Simon Baur: Ausdruckstanz in der Schweiz. Noetzel, Wilhelmshaven 2010, ISBN 3-7959-0922-8.
- Hubertus Adam, Sally Schöne (Hrsg.): Ausdruckstanz und Bauhausbühne. Michael Imhof Verlag, Petersberg 2019, ISBN 978-3-7319-0852-4.

### Pädagogik
- Rudolf von Laban: Der moderne Ausdruckstanz in der Erziehung. Eine Einführung in die kreative tänzerische Bewegung als Mittel zur Entfaltung der Persönlichkeit. Unter Mitarbeit von Lisa Ullmann. Aus dem Englischen übertragen von Karin Vial. Noetzel, Wilhelmshaven 1981, ISBN 3-7959-0320-3.
- Silke Garms: TanzBalance. Ausdruckstanz für Frauen. Rosenholz, Kiel / Berlin 1999, ISBN 3-931665-01-1.

Literatur zu den einzelnen Tänzerpersönlichkeiten ist bei deren (hier verlinkten) Einträgen verzeichnet.

## Film
In dem Dokumentarfilm Tanz mit der Zeit (2007) zeigt Trevor Peters, wie die Choreografin Heike Hennig in den zeitgenössischen Tanzstücken Zeit – tanzen seit 1927 und Zeitsprünge an der Oper Leipzig moderne Tanzgeschichte lebendig werden lässt, von Ursula Cain (Wigman-Schülerin und Mitglied der Gruppe von Dore Hoyer) bis zum Palucca-Schüler Siegfried Prölß.
Für den Laien bietet Karoline Herfurth im Film Im Winter ein Jahr (2008) in den Schlussszenen einen lehrreichen Einblick in den heutigen Ausdruckstanz.